# Morbillivirus
Morbillivirus este un gen de virusuri ARN care aparține familiei Paramyxoviridae. Specia tip - virusul rujeolos. Învelișul viral conține hemaglutinină, dar nu și neuraminidază. Denumirea "morbillivirus" provine din latină morbillus, diminutiv de la morbus = boală + virus = venin, otravă. Acești virusuri, care au o dimensiune de 120-150 nm, se reproduc în citoplasmă și nucleul celulelor pe care le infectează și produc corpusculi de incluziune intranucleari și citoplasmatici. Au o nucleocapsidă helicală de aproximativ 18 nm în diametru, cu pasul helixului de 5–6 nm. Toate speciile conțin un antigen comun, dar sunt ușor de distins. Acest gen include câteva virusuri animale (virusul jigodiei canine,  virusul jigodiei feline, virusul jigodiei delfinilor,  virusul jigodiei focilor,  virusul pestei rumegătoarelor mici,  virusul pestei bovine ), dar singura specie patogenă pentru om este virusul rujeolos.

## Specii
Genul include 7 specii
| Denumirea latină a speciei | Denumirea română (în paranteză abrevierea) |
| -------------------------- | ------------------------------------------ |
| Morbillivirus canis        | Virusul jigodiei canine (VJC)              |
| Morbillivirus caprinae     | Virusul pestei rumegătoarelor mici (VPRM)  |
| Morbillivirus ceti         | Virusul jigodiei delfinilor (VJD)          |
| Morbillivirus felis        | Virusul jigodiei feline (VJF)              |
| Morbillivirus hominis      | Virusul rujeolos (VR)                      |
| Morbillivirus pecoris      | Virusul pestei bovine (VPC)                |
| Morbillivirus phocae       | Virusul jigodiei focilor (VJF)             |